# Juniorvärldsmästerskapen i rodel 1986
Juniorvärldsmästerskapen i rodel 1986 arrangerades mellan den 16 och 19 januari 1986 i Schönau am Königssee i Västtyskland. Det var den tredje upplagan av juniorvärldsmästerskapen i rodel. 

## Medaljörer
| Gren       | Guld                                         | Silver                                  | Brons                                  |
| Herrsingel | Max Burghardtswieser Västtyskland            | Heiko Wietasch Östtyskland              | Arnold Huber Italien                   |
| Damsingel  | Nadesjda Stjmitova Sovjetunionen             | Susi Erdmann Östtyskland                | Veronika Oberhuber Italien             |
| Dubbel     | Västtyskland Uwe Reindl Max Burghardtswieser | Sovjetunionen Igor Uthin Andrej Trussov | Östtyskland Stefan Krauße Jan Behrendt |

## Medaljtabell
*   Värdland ( Västtyskland)
| Nr                  | Nation              | Guld | Silver | Brons | Totalt |
| ------------------- | ------------------- | ---- | ------ | ----- | ------ |
| 1                   | Västtyskland*       | 2    | 0      | 0     | 2      |
| 2                   | Sovjetunionen       | 1    | 1      | 0     | 2      |
| 3                   | Östtyskland         | 0    | 2      | 1     | 3      |
| 4                   | Italien             | 0    | 0      | 2     | 2      |
| Totalt (4 nationer) | Totalt (4 nationer) | 3    | 3      | 3     | 9      |